# 布氏白葵珊瑚
布氏白葵珊瑚(學名:Corymbophyton bruuni)是的單型的一種珊瑚。分布於東部南非的海域。

## 學名
源自希臘語 korymbos（一束花）和 phyton（植物），表示由共同匍匐莖產生的小群珊瑚蟲的排列。

## 習性
布氏白葵珊瑚有著特別的群體生活方式，牠們的觸手只有身體的三分之一。珊瑚的骨針只在珊瑚蟲和匍匐莖找到而已，骨針長的是錘型或是桿狀的。

## 分類
過往被布氏白葵珊瑚分在Protodendron 屬、傘軟珊瑚科，但是2017年，經由DNA檢測後，發現與同屬的Protodendron repens 種有著很大差別，代表布氏白葵珊瑚不是這個屬，之後直接獨立成一個科。

## 資料來源
1. ↑  . www.marinespecies.org.   [2023-09-04]. （原始内容存档于2023-09-04）.
2. ↑  . www.gbif.org.   [2023-09-08]. （原始内容存档于2023-09-08） （中文（臺灣））.
3. ↑  Mcfadden, Catherine S.; Van Ofwegen, Leen P. . 2017-12-13  [2023-09-08]. doi:10.5281/zenodo.5613936. （原始内容存档于2023-09-08）.